# Elizabeth Barry
Elizabeth Barry (née en 1658 et morte le 7 novembre 1713) est une actrice anglaise ayant travaillé au sein des plus grandes compagnies théâtrales londoniennes à l'époque de la Restauration anglaise. 

## Biographie
Elle exerce successivement ses talents à la Duke's Company à partir de 1675, à la United Company de 1682 à 1695, puis est membre à partir de 1695 de la coopérative indépendante d'acteurs appelée la Betterton's Company, dont elle est l'une des fondatrices. Sa carrière sur scène débute à peine quinze années après que des actrices professionnelles, pour la première fois, aient remplacé les hommes déguisés jouant les héroïnes de Shakespeare. L'acteur Thomas Betterton affirme à propos d'Elizabeth que ses interprétations donnaient « du succès à des pièces qui auraient dégoûté le lecteur le plus patient ».
Une anecdote fréquemment rapportée voudrait que la jeune Barry, âgée alors de dix-sept ans, ait commencé par jouer d'une manière si médiocre qu'elle aurait été licenciée à plusieurs reprises, et qu'elle n'aurait acquis ses dons d'actrice qu'en fréquentant son amant, le comte de Rochester. 
Elizabeth Barry parvient au sommet de sa carrière avec son interprétation triomphale du rôle de Monimia, l'héroïne pathétique de L'Orpheline ou le Mariage malheureux de Thomas Otway.